# Felipe Westhoff
Arnold Felipe Westhoff Rhodius (22 de abril de 1814 - Valdivia, 3 de enero de 1879) fue un empresario maderero de origen alemán asentado en el sur de Chile,  Fue reconocido en Chile por su rol en la fundación de Melinka en el Archipiélago de las Guaitecas en la década de 1860', así como por su contribución al desarrollo de la industria maderera en torno a la explotación del ciprés de las Guaitecas.

## Biografía
De acuerdo a una de sus descendientes, Felipe Westhoff habría nacido el 22 de abril de 1814, siendo hijo de Johann Anton Westhoff y Anna Judith Rhodius. Su lugar se nacimiento se identifica en la ciudad de Bergisch en el oeste de lo que por entonces era la Confederación del Rin, y que históricamente había sido parte del Reino de Prusia. Sin embargo, según una tradición local del sur de Chile, habría llegado a Sudamérica desde la actual Lituania, por entonces parte de Rusia.
Se tienen constancia de su presencia en Perú en la década de 1850, desempeñando trabajos en la construcción la primera parte del Ferrocarril Central Andino del Perú, que buscaba conectar la ciudad de Lima con el puerto del Callao. Durante estas obras, se encargó a Westhoff la compra de durmientes para la línea férrea, para lo cual se trasladó a la ciudad de Ancud, en el archipiélago de Chiloé, desde donde posteriormente se desplaza al Archipiélago de las Guaitecas en la Patagonia chilena a hacerse cargo de la explotación de madera de ciprés de las Guaitecas. Para la supervisión de su explotación, fundó el asentamiento de Melinka en torno a 1860, siendo el primer asentamiento permanente en la actual Región de Aysén, aunque por entonces se trataba de una dependencia marítima de la Provincia de Chiloé. Durante este periodo, la empresa de Westhoff tuvo derechos exclusivos para la explotación maderera en Guaitecas, siendo nombrado posteriormente subdelegado marítimo por parte de las autoridades chilenas. Esta posición de autoridad la mantuvo hasta los primeros años de la década de 1870. El 10 de septiembre de 1875 se le otorga la nacionalidad chilena, en carta donde se le atribuye ser natural de Rusia. En el sur de Chile contrajo matrimonio con María Cavada Rojas, con quien tuvo al menos dos hijos, Rodolfo y Elisa. Esta última luego contraería matrimonio con el escritor chilote Dario Cavada.
Con el tiempo dejó de trabajar como agente para el Ferrocarril Central Andino, lo que no le impidió seguir exportando durmientes al Perú desde el sur de Chile. En esta posición se convirtió en uno de los más activos empresarios madereros del sur de Chile durante las décadas de 1860 y 1870, acumulando una importante fortuna en el contexto de la época. Una vez retirado, se asentó en Valdivia, principal ciudad de la colonia chileno-alemana de la época, donde se desempeñó como profesor. Sus actividades empresariales serían continuadas inicialmente por su socio Enrique Lagreze Bang, aunque posteriormente son otros empresarios quienes toman su lugar en la explotación del ciprés, siendo el más reconocido el chilote Ciriaco Álvarez Vera, originario de la ciudad de Chonchi, quien llegaría a erigirse como el más importante explotador de ciprés de las Guaitecas del sur de Chile a finales del siglo XIX e inicios del siglo XX.
Citando supuestas similitudes con los Montes Urales, Nueva Zelanda y Colombia, Westhoff creía que los archipiélagos de Guaitecas y Chonos tenían grandes riquezas minerales por ser descubiertas. En otros aspectos ambientales, Westhoff fue crítico de la práctica de la época de realizar grandes incendios forestales con objeto de maderear lo que quedase en pié, así como también de las técnicas de caza de lobos marinos utilizadas por los marinos chilotes, las que consideraba inefectivas.
Fallece el 3 de enero de 1879 en Valdivia.